# Daphne Wagner
Daphne Wagner (* 13. November 1946 in Bayreuth) ist eine deutsche Schauspielerin.

## Leben
Daphne Wagner, die Tochter von Wieland Wagner und seiner Frau Gertrud, besuchte von 1966 bis 1968 die Max-Reinhardt-Schule für Schauspiel in Berlin. 1968 gab sie ihr Debüt in Anouilhs Die Probe am Wiener Theater in der Josefstadt.
1969/1970 spielte sie am Theater Essen, 1970/1971 am Deutschen Schauspielhaus in Hamburg, 1971/1972 am Stadttheater Basel und 1973 bis 1976 am Schillertheater in Berlin. Dort spielte sie 1973 unter Regisseur Dieter Dorn in Die Vögel.
1977 wechselte sie an die Münchner Kammerspiele. Hier agierte sie vorwiegend unter der Regie von Dieter Dorn in Stücken von Botho Strauß, darunter als die Frau in Groß und klein (1979), K in Kalldewey, Farce (1983/84) und als Frau mit Hut in der Uraufführung von Schlusschor (1990).
Ferner verkörperte sie Madeleine de Marelle in Frank Wedekinds Die Büchse der Pandora (1977/78), Marion in Büchners Dantons Tod (1979/80), Gouvernante in dessen Leonce und Lena (1981), Tod/Morgane le Fay/Orgelouise in Dorsts Merlin oder Das wüste Land (1982), Andromache in Shakespeares Troilus und Cressida (1985/86), Löwe/Wache in Heiner Müllers Germania Tod in Berlin und Frau in Braschs Lovely Rita (1978, Regisseur jeweils Ernst Wendt), Jungfer in Sternheims Der Snob (1982/83, Regie Hans-Reinhard Müller), Josette in der deutschen Erstaufführung von Topors Leonardo hat’s gewußt (1985, Regie der Autor), Helena in Die Troerinnen in der Fassung von Franz Werfel (1984, Regie Ernst Wendt), Ärztin in der Uraufführung von Bölls Frauen vor Flußlandschaft (1988, Regie: Volker Schlöndorff), Personalchefin in Turrinis Die Minderleister (1989, Regie Anselm Weber), Diakonissin in Ibsens Wenn wir Toten erwachen (1991/92, Regie Peter Zadek), in Wilsons Der Mond im Gras (1994, Regie Robert Wilson) und Sklavin Paula in der Uraufführung von Achternbuschs Letzter Gast (1996, Regie Alexander Lang).
Im Fernsehen war Daphne Wagner vor allem in Serien zu sehen und hatte in Unsere Hagenbecks eine Dauerrolle als Ingrid Hagenbeck sowie in Wildbach als Helen Sommer.
Sie war in erster Ehe 1967 bis 1968 mit Udo Proksch verheiratet, ihr zweiter Ehemann ist der Autor Tilman Spengler.

## Filmografie
| - 1969: Tausendundeine Nacht – Die Geschichte von Schamur (Fernsehserie) - 1976: Der starke Ferdinand - 1979: Paris-Duett - 1979: Der erste Schnee - 1982: Bekenntnisse des Hochstaplers Felix Krull (Fünfteiler) - 1983: Wagner – Das Leben und Werk Richard Wagners - 1986: Väter und Söhne – Eine deutsche Tragödie - 1986: Tatort – Einer sah den Mörder (Fernsehreihe) - 1988: Die Männer vom K3 – Familienfehde (Fernsehserie) - 1990: Der Rausschmeißer - 1990: Sekt oder Selters (Fernsehserie) - 1990: Ein anderer Liebhaber | - 1991–1992: Unsere Hagenbecks (Fernsehserie) - 1992: Sylter Geschichten (Fernsehserie) - 1992: Florian III - 1992: Der Nebenbuhler - 1993: Die Notärztin (Fernsehserie) - 1994–1996: Wildbach (Fernsehserie) - 1997: OP ruft Dr. Bruckner (Fernsehserie) - 1997: St. Angela (Fernsehserie) - 1999: Alle meine Töchter (Fernsehserie) - 2007: Friedliche Zeiten - 2008: Marienhof (Fernsehserie) |